# Marie av Vendôme
Marie av Vendôme, född 1515, död 1538, var en fransk adelskvinna.  Hon är främst känd för att ha varit föremål för äktenskapsförhandlingar med först Jakob V av Skottland och sedan med Henrik VIII av England. 
Hon var dotter till Karl IV av Bourbon, hertig av Vendôme, och Françoise d'Alençon. 
Hon var föremål för långdragna äktenskapsförhandlingar med kung Jakob V av Skottland mellan 1534 och 1537. Kung Jakob V förväntades länge gifta sig med en fransk furstinna på grund av den fransk-skotska alliansen. Marie av Vendôme tillhörde en av de familjer som hade högst status av alla i Frankrike näst efter kungahuset, och betraktades därför som en ersättning för en fransk prinsessa i den diplomatiska äktenskapsolitiken. Jakob V önskade gifta sig med Madeleine av Valois, men på grund av Madeleines hälsa föreslog den franska kungen istället Marie av Vendôme eller Marie av Guise. Jakob V fick dock till slut gifta sig med Madeleine i januari 1537 (Madeleine avled strax därpå). 
Hon föreslogs som brud till Henrik VIII av England 1537-1538. Henrik VIII blev änkling vid Jane Seymores död 1537, och inledde därefter en sökning efter en ny hustru. I Frankrike framställdes då Marie av Vendôme och Marie av Guise som tänkbara kandidater. Marie av Guise gifte sig 1538 med Jakob V. Marie av Vendôme ska ha fått sitt porträtt målat. Hon var dock vid denna tid dödlig sjuk. Hon avled 1538. Enligt legenden ska hon ha avlidit av skam sedan hon valts bort av Jakob V. 